# Vladimir Cvetković
Vladimir Cvetković (in serbo Владимир Цветковић?; Loznica, 24 maggio 1941) è un ex cestista jugoslavo.

## Carriera
Con la Jugoslavia ha disputato due edizioni dei Giochi olimpici (Tokyo 1964, Città del Messico 1968), due dei Campionati mondiali (1963, 1967) e due dei Campionati europei (1967, 1969).

## Palmarès
- YUBA liga: 2

Stella Rossa Belgrado: 1968-69, 1971-72
- Coppa di Jugoslavia: 1

Stella Rossa Belgrado: 1971